# Madrigal del Monte
Madrigal del Monte – gmina w Hiszpanii, w prowincji Burgos, w Kastylii i León, o powierzchni 26,88 km². W 2011 roku gmina liczyła 171 mieszkańców.